# Închide ochii și vei vedea Orașul
Închide ochii și vei vedea Orașul este un roman din 1970 scris de Iordan Chimet, scriitor asociat cu mișcarea artistică a suprarealismului românesc. Opera sa i-a fost adesea catalogată greșit drept ”literatură pentru copii” și chiar minimalizată în timpul regimului comunist și după, în ciuda ecourilor externe foarte pozitive.

## Cuprins[1]
1. În care povestirea noastră începe într-o dimineață ca toate celelalte (cel puțin așa se părea) în Vechiul Oraș
2. În care o veți afla (în fine!) pe fiica noastră Elli la postul său de mare judecător
3. În care vedem ziua sfârșindu-se în pace. Și mai este vorba și de un pelican albastru
4. În care e vorba, iarăși, de o judecată, și alte întâmplări mai mult sau mai puțin de crezut
5. În care, cu voia dumneavoastră, capitolul trecut se continuă în cel de față
6. În care intrăm până în vizuina lui Gagafu. Să sperăm că vom ieși cu bine
7. În care este vorba de Elli și de căpcăunul Gagafu. Mai pomenesc de asemeni și de meșterul Drăcovenie și alte întâmplări pe care le veți cunoaște la timpul cuvenit
8. Clipe de mare bucurie și un sfat (dar și o nemulțumire) a zânei Coralin. Plecarea zânei
9. O călătorie ciudată în care nimeni (dar chiar nimeni) nu-i găsit acasă
10. În care îi vom cunoaște (deși destul de târziu) pe ceilalți prieteni ai lui Elli: Belizarie, Adelaida și Samson
11. În care este vorba de un sfat cu dregătorii, care nu se mai sfârșește. De sosirea unor cântăreți și a unui circ cu faimă mare. Se mai povestește și de hotărârea care s-a luat la sfat
12. O seară la circ și cele ce-au urmat
13. În care este vorba de presimțirile acelei seri și, din păcate, de împlinirea acelor presimțiri
14. În care vom pomeni la început de adevărații drumeți, apoi de răpitorii lui Elli. Vin la urmă și alte surprize la care nici nu vă gândiți
15. Încă o judecată, asta mai cumplită decât toate: judecata piticilor
16. Bocete (și nu prea) în pădurea cea mare
17. În care se arată frământarea lui Belizarie, Adelaida și Samson. Întâmplarea cu un prieten vechi și, peste tot capitolul, mare belșug de lacrimi
18. În care îi vom cunoaște mai îndeaproape pe cei șapte pitici și pe principii lor, Cuc și Muc
19. Ce se întâmplă în acest timp în vechiul Oraș
20. În care ni se povestește tulburarea ce m-a cuprins. Drumuri în noapte și întâlniri cu cunoștințe vechi
21. Zile și nopți petrecute în pădurea piticilor. Nemaipomenita întâmplare cu porcul
22. Ce făcea Hector? Zile de bucurie amestecate cu tristețe
23. Din nou la drum. Din nou o vorbire fără folos și din nou o mâhnire
24. În care vom căuta iarba-fiarelor. Cu ce rost, se va afla mai la vale
25. Ce a spus Cuc și ce s-a întâmplat cu cuvintele lui
26. Și uite așa s-au dat pe față toate
27. În care mai am doar aceste biete cuvinte de spus

## Analiză critică
Mircea Horia Simionescu a afirmat în 1999: „Continui să mă întreb ce este în fond această carte? Un roman? Un roman de aventuri? Un basm?... «Închide ochii și vei vedea Orașul» e o Odisee a regăsirii drumurilor pierdute o dată cu ieșirea din inocența copilăriei, un comentariu suav al eternei noastre reîntoarceri...”.
Dan Culcer a spus în  1995 că: „Autorul pare să aibă psihologia unui copil care nu vrea să crească, precum Peter Pan sau Huckleberry Finn. El își asumă dubla condiție, contradictorie, a eroilor de basm care refuză să accepte că aparțin lumii basmului (deci unei pseudo-realități) și percep totuși realul drept ficțiune”.

## Istoria publicării
- ediția I: Ed. Ion Creangă, 1970;
- ediția a II-a: Biblioteca de proză română contemporană, Ed. Eminescu, 1979;[3]
- ediția a III-a: sub titlul "Împreună cu Elli în Imaginaria", conține continuarea scrisă de autorul german Michael Ende – "Povestea saltimbancilor" – și "Scrisori printre gratii Ende-Chimet", Ed. Univers, 1999
- Închide ochii și vei vedea Orașul, Editura ASCR, 2014, ISBN 978-606-8244-84-6, 288 pag.[4]